# Alexa Grasso
Alexa Grasso (Guadalajara, 3 de agosto de 1993) é uma lutadora mexicana de artes marciais mistas (MMA), atualmente luta no UFC, na divisão peso-mosca. Foi campeã peso-mosca do UFC.

## Carreira no MMA

### Início no MMA
Grasso fez sua estreia no MMA profissional em dezembro de 2012, em sua cidade natal. Durante os primeiros dezoito meses de sua carreira, ela acumulou um cartel invicto de 5 vitórias (3 por nocaute técnico, 2 por decisão).

### Invicta FC
Depois de ficar um ano longe do esporte, Grasso fez sua estreia no Invicta FC, em 06 de setembro de 2014, contra Ashley Cummins, no Invicta FC 8. Ela ganhou a luta por decisão unânime.
Em sua segunda luta com a promoção, Grasso enfrentou Alida Gray, em 5 de Dezembro de 2014, no Invicta FC 10. Ela ganhou a luta por nocaute técnico no primeiro round.
Na próxima, Grasso enfrentou Mizuki Inoue, em 27 de fevereiro de 2015, na luta co-principal do Invicta FC 11. Ela ganhou a luta por decisão unânime. O combate também fez Grasso ser premiada pela primeira vez com o bônus de Luta da Noite.
Grasso era esperada para desafiar Livia Renata Souza, pelo Cinturão Peso-Palha do Invicta FC, no Invicta FC 14, em 12 de Setembro 2015, mas foi forçada a retirar-se devido a uma lesão.

### UFC
Em 11 de Agosto de 2016, foi anunciado que Grasso havia assinado com o UFC e enfrentaria Heather Jo Clark, em 05 de novembro de 2016, no The Ultimate Fighter América Latina 3 Finale: dos Anjos vs. Ferguson, na Cidade do México. Estreante no UFC e invicta em oito lutas na carreira, a peso-palha mexicana Alexa Grasso não teve problemas para fazer a festa da torcida mexicana na luta de abertura do card principal do UFC México 3. Com maior qualidade na trocação e melhor preparo físico, a mexicana venceu a americana Heather Jo Clark por decisão unânime dos juízes (30-27, 30-27 e 29-28).

## Campeonatos e realizações

### MMA
- Invicta Fighting Championships
  - Luta da Noite (Uma vez) vs. Mizuki Inoue
  - Performance da Noite (Uma vez) vs. Jodie Esquibel
- MMAJunkie.com
  - Luta do Mês (fevereiro de 2015)  vs. Mizuki Inoue[8]

## Cartel no MMA
| Cartel no MMA   |             |            |
| 22 lutas        | 16 vitórias | 5 derrotas |
| Por nocaute     | 4           | 0          |
| Por finalização | 2           | 1          |
| Por decisão     | 10          | 4          |
| Empates         | 1           | 1          |

| Res.    | Cartel | Oponente              | Método                              | Evento                                                               | Data       | Round | Tempo | Local                   | Notas                                                               |
| ------- | ------ | --------------------- | ----------------------------------- | -------------------------------------------------------------------- | ---------- | ----- | ----- | ----------------------- | ------------------------------------------------------------------- |
| Derrota | 16–5–1 | Natália Silva         | Decisão (unânime)                   | UFC 315: Muhammad vs. Della Maddalena                                | 10/05/2025 | 3     | 5:00  | Montreal, Quebec        |                                                                     |
| Derrota | 16–4–1 | Valentina Shevchenko  | Decisão (unânime)                   | UFC 306: O'Malley vs. Dvalishvili                                    | 14/09/2024 | 5     | 5:00  | Las Vegas, Nevada       | Perdeu o Cinturão Peso Mosca Feminino do UFC.                       |
| Empate  | 16-3-1 | Valentina Shevchenko  | Empate (dividido)                   | UFC Fight Night: Grasso vs. Shevchenko 2                             | 16/09/2023 | 5     | 5:00  | Paradise, Nevada        | Defendeu o Cinturão Peso Mosca Feminino do UFC.                     |
| Vitória | 16-3   | Valentina Shevchenko  | Finalização (mata-leão)             | UFC 285: Jones vs. Gane                                              | 04/03/2023 | 4     | 4:34  | Las Vegas, Nevada       | Ganhou o Cinturão Peso Mosca Feminino do UFC; Performance da Noite. |
| Vitória | 15-3   | Viviane Araújo        | Decisão (unânime)                   | UFC Fight Night: Grasso vs. Araújo                                   | 15/10/2022 | 5     | 5:00  | Las Vegas, Nevada       |                                                                     |
| Vitória | 14-3   | Joanne Calderwood     | Finalização (mata-leão)             | UFC on ESPN: Blaydes vs. Daukaus                                     | 26/03/2022 | 1     | 3:57  | Columbus, Ohio          |                                                                     |
| Vitória | 13-3   | Maycee Barber         | Decisão (unânime)                   | UFC 258: Usman vs. Burns                                             | 13/02/2021 | 3     | 5:00  | Las Vegas, Nevada       |                                                                     |
| Vitória | 12-3   | Ji Yeon Kim           | Decisão (unânime)                   | UFC Fight Night: Smith vs. Rakić                                     | 29/08/2020 | 3     | 5:00  | Las Vegas, Nevada       |                                                                     |
| Derrota | 11-3   | Carla Esparza         | Decisão (majoritária)               | UFC Fight Night: Rodríguez vs. Stephens                              | 21/09/2019 | 3     | 5:00  | Cidade do México        | Luta da noite.                                                      |
| Vitória | 11-2   | Karolina Kowalkiewicz | Decisão (unânime)                   | UFC 238: Cejudo vs. Moraes                                           | 08/06/2019 | 3     | 5:00  | Chicago, Illinois       |                                                                     |
| Derrota | 10-2   | Tatiana Suarez        | Finalização (mata-leão)             | UFC Fight Night: Maia vs. Usman                                      | 19/05/2018 | 1     | 2:44  | Santiago                |                                                                     |
| Vitória | 10-1   | Randa Markos          | Decisão (dividida)                  | UFC Fight Night: Pettis vs. Moreno                                   | 05/08/2017 | 3     | 5:00  | Cidade do México        |                                                                     |
| Derrota | 9-1    | Felice Herrig         | Decisão (unânime)                   | UFC Fight Night: Bermudez vs. Korean Zombie                          | 04/02/2017 | 3     | 5:00  | Houston, Texas          |                                                                     |
| Vitória | 9-0    | Heather Jo Clark      | Decisão (unânime)                   | The Ultimate Fighter América Latina 3 Finale: dos Anjos vs. Ferguson | 05/11/2016 | 3     | 5:00  | Cidade do México        | Estreia no UFC.                                                     |
| Vitória | 8-0    | Jodie Esquibel        | Decisão (unânime)                   | Invicta FC 18                                                        | 29/07/2016 | 3     | 5:00  | Kansas City, Missouri   | Performance da Noite.                                               |
| Vitória | 7-0    | Mizuki Inoue          | Decisão (unânime)                   | Invicta FC 11                                                        | 27/02/2015 | 3     | 5:00  | Los Angeles, California | Luta da Noite.                                                      |
| Vitória | 6-0    | Alida Gray            | Nocaute Técnico (socos)             | Invicta FC 10                                                        | 05/12/2014 | 1     | 1:47  | Houston, Texas          |                                                                     |
| Vitória | 5-0    | Ashley Cummins        | Decisão (unânime)                   | Invicta FC 8                                                         | 06/09/2014 | 3     | 5:00  | Kansas City, Missouri   |                                                                     |
| Vitória | 4-0    | Karina Rodríguez      | Decisão (unânime)                   | XK 20 - Xtreme Kombat 20                                             | 31/08/2014 | 3     | 5:00  | Cuautitlán Izcalli      |                                                                     |
| Vitória | 3-0    | Alejandra Alvarez     | Nocaute Técnico (socos e joelhadas) | XK 20 - Xtreme Kombat 20                                             | 31/08/2014 | 1     | 0:36  | Cuautitlán Izcalli      |                                                                     |
| Vitória | 2-0    | Lupita Hernandez      | Nocaute (socos)                     | FHC - Fight Hard Championship 3                                      | 11/05/2013 | 1     | 0:12  | Jalisco                 |                                                                     |
| Vitória | 1-0    | Sandra del Rincon     | Nocaute (socos)                     | GEX - Old Jack's Fight Night                                         | 19/12/2012 | 1     | 0:15  | Jalisco                 |                                                                     |